# Ratolí lleonat
El ratolí lleonat (Apodemus flavicollis) és una espècie de ratolí (micromamífer) de l'ordre dels rosegadors que és molt abundant dins del seu àmbit de distribució, comprès sobretot entre Europa central i l'oest d'Àsia.
S'assembla molt al ratolí de bosc (Apodemus sylvaticus), amb el que pot compartir l'espai, per la qual cosa és difícil determinar-lo amb precisió. Estadísticament, el ratolí lleonat és una mica més gran i té el dors de color marró vermellós, clar i brillant. El ventre és més blanc i té una franja de pèl groguenc al coll.

## Distribució
És una espècie de distribució centreeuropea. És més forestal que el ratolí de bosc i prefereix boscos caducifolis madurs. Arriba només a la part nord de la península Ibèrica.
Als Països Catalans ha estat localitzat als Pirineus, muntanyes de Girona i la part nord de Barcelona.